# Управление старшего судебно-медицинского эксперта Нью-Йорка
Управление старшего судебно-медицинского эксперта Нью-Йорка (англ. Office of Chief Medical Examiner of the City of New York (OCME)) является отделом городского правительства, который расследует случаи смерти людей в Нью-Йорке. Это преступления и криминал, подозрительные смерти, несчастным случаи или самоубийства. Так же осуществляет надзор в случае смерти на территории исправительных учреждений города.

## История
Управление было создано 1 января 1918 года в соответствии с актом 1915 года штата Нью-Йорк, который упразднил должность коронера Нью-Йорка.
Главный медицинский эксперт назначается мэром.
Доктор Патрик Д. Риордан был последним коронером и первым действующим судебно-медицинским экспертом с 1 января 1918 года по 1 февраля 1918 года, когда мэр назначил доктора Чарльза Норриса первым официальным главным медицинским экспертом Нью-Йорка..
Управление предоставляет гражданам города Нью-Йорка различную помощь, такую как установление причины смерти, помощь в частных расследованиях, а также проводит криминалистический анализ ДНК в своей лаборатории судебной биологии.
Управление сотрудничает с департаментом полиции города и другими силовыми ведомствами. Сотрудники управления проводят расследования на месте преступления, устанавливают причину смерти, идентифицируют останки, проведение вскрытия, проводят анализ ДНК связные с идентификацией останков, убийствами, сексуальных посягательств.

## Список руководителей

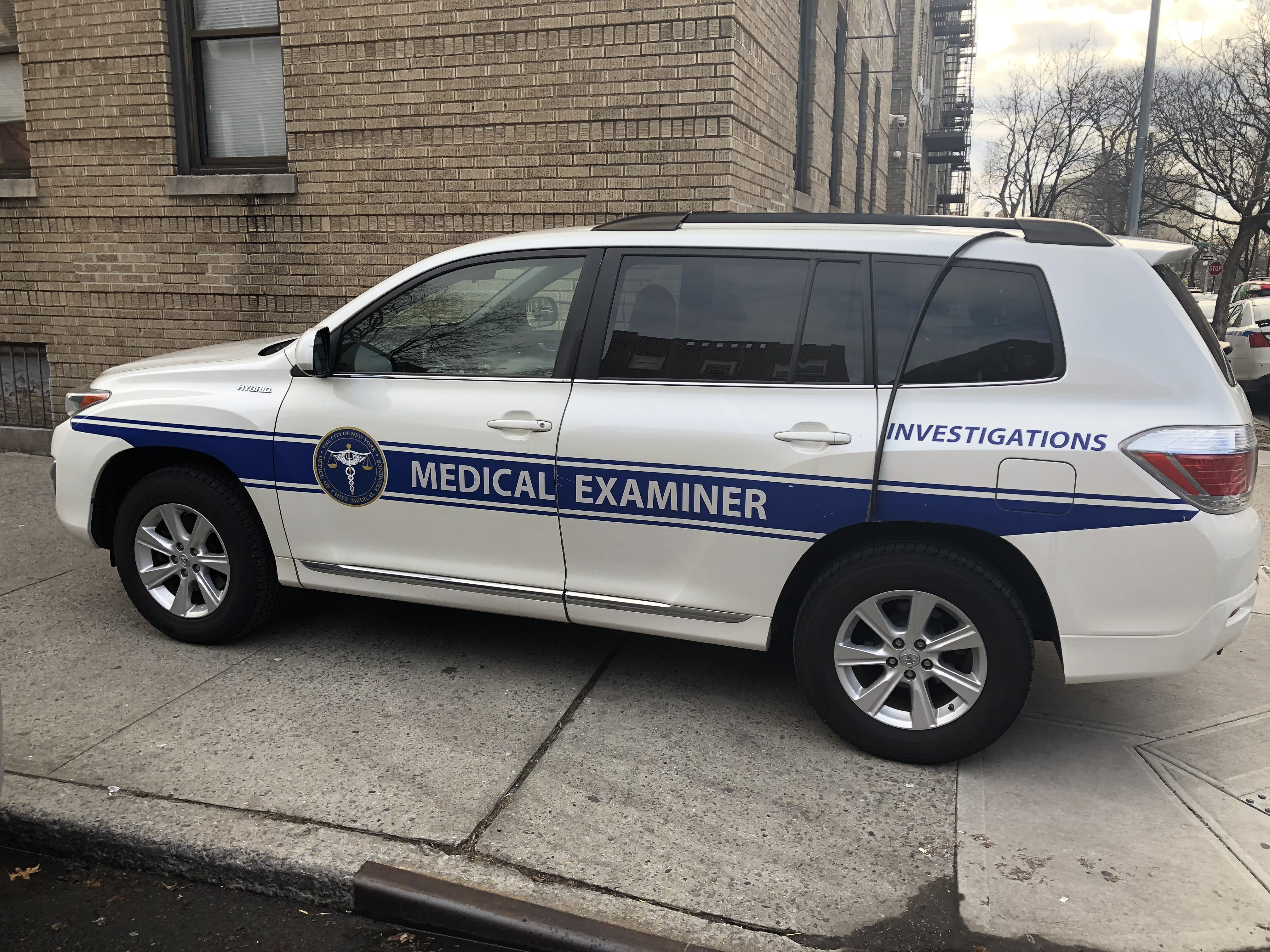
Машина управления

| №  | Ф.И.О.                                             | Дата вступления в должность | Дата отставки      |
| -- | -------------------------------------------------- | --------------------------- | ------------------ |
| 1  | Патрик Д. Риордан последний коронер New York City. | Январь 1, 1918              | Февраль 1918       |
| 2  | Charles Norris                                     | февраль 1,1918              | 1935               |
| 3  | Thomas A. Gonzales                                 | 1935                        | 1954               |
| 4  | Milton Helpern                                     | 1954                        | 1974               |
| 5  | Dominick DiMaio                                    | 1974                        | 1978               |
| 6  | Michael Baden                                      | 1978                        | 1979               |
| 7  | Elliot M. Gross                                    | 1979                        | 1989               |
| 8  | Charles Sidney Hirsch                              | 1989                        | Февраль 6, 2013    |
| 9  | Барбара Сампсон (и. о.)                            | Февраль 6, 2013             | Декабрь 9, 2014    |
| 10 | Барбара Сампсон                                    | Декабрь 10, 2014            | По настоящее время |

## Единая система идентификации жертв
После многочисленных смертей в результате теракта 11 сентября 2001 и крушения рейса 587 American Airlines, Управление разработала «Единую систему идентификации жертв» (UVIS). Баз данных с доступом к Интернету предназначена для кризисного управления в случае крупной катастрофы с многочисленными смертельными случаями.
Управление так же работает с пандемией гриппа.